# Майз, Кейси
Кейси Эй Майз (англ. Casey A. Mize, 1 мая 1997, Спрингвилл, Алабама) — американский бейсболист, питчер клуба Главной лиги бейсбола «Детройт Тайгерс». Первый номер драфта Главной лиги бейсбола 2018 года.

## Карьера
Кейси родился 1 мая 1997 года в Спрингвилле, штат Алабама. Один из двух сыновей в семье Джейсона и Ронды Майз. Выступал за команду старшей школы Спрингвилла, одержав девятнадцать побед при двух поражениях. После её окончания занимал четвёртое место в рейтинге самых перспективных молодых игроков Алабамы, среди питчеров был вторым. После окончания школы Майз поступил в Обернский университет.
За «Оберн Тайгерс» в турнире NCAA Майз играл с 2016 по 2018 год. В дебютном сезоне он принял участие в шестнадцати играх, две начал в роли стартового питчера. В 2016 году он одержал две победы при пяти поражениях, стал лучшим в команде по показателю пропускаемости (3,52) и количеству сделанных страйкаутов (59). Во втором сезоне Кейси начал стартовым питчером двенадцать из тринадцати проведённых матчей, одержав восемь побед при двух поражениях с пропускаемостью 2,04 и 109 страйкаутами. По итогам года входил в число претендентов на Голден Спайкс Эворд, награду лучшему бейсболисту-любителю в США. Летом 2017 года он в составе студенческой сборной США принял участие в выставочных матчах против команд Тайваня, Кубы и Японии. Последний сезон студенческой карьеры Майз закончил с десятью победами при шести поражениях с показателем пропускаемости 3,30 в семнадцати матчах. На драфте Главной лиги бейсбола 2018 года был выбран клубом «Детройт Тайгерс» под общим первым номером. Кейси стал первым бейсболистом «Оберн Тайгерс», задрафтованным так высоко.
Контракт с «Детройтом» Майз подписал 25 июня 2018 года, сумма бонуса игроку составила 7,5 млн долларов. В том же году он дебютировал на профессиональном уровне, сыграв в пяти матчах за фарм-клуб «Тайгерс» в Лиге Галф-Кост и команду А-лиги «Лейкленд Флайинг Тайгерс». В сезоне 2019 года Кейси провёл на поле 109 1/3 иннингов. После четырёх игр в составе «Лейкленда» с пропускаемостью 0,35 его перевели в АА-лигу в «Эри Вулвс». В дебютной игре в лиге уровнем выше он сыграл ноу-хиттер. В августе руководство «Детройта» заявило, что Майз пропустит оставшуюся часть сезона, чтобы избежать рецидива травмы — в июне он включался в список травмированных с воспалением плеча.
Девятнадцатого августа 2020 года Майз был переведён в основной состав «Тайгерс» и дебютировал в Главной лиге бейсбола. В игре против «Чикаго Уайт Сокс» он отыграл 4,1 иннинга, сделав семь страйкаутов.